# Maison, 12 rue Maréchal-Foch (Bourg-en-Bresse)
La maison du 12 rue Maréchal-Foch est une maison située à Bourg-en-Bresse, dans le département de l'Ain, au 12 de la rue du Maréchal-Foch.

## Présentation
La façade et la toiture sur rue font l'objet d'une inscription au titre des Monuments historiques depuis le 21 juillet 1947. 